# Dělouš
Dělouš (německy Tillisch) je zaniklá vesnice v okrese Ústí nad Labem. Nacházela se jeden kilometr západně od Habrovic na severním okraji Ústí nad Labem. Dělouš zanikla v roce 1967 v důsledku těžby hnědého uhlí.

## Název
Původní název vesnice Dělúš je odvozen z osobního jména Dělúch ve významu Dělouchův dvůr. Samotné osobní jméno vycházelo ze slovese dělat nebo dělit. V historických pramenech se název objevuje ve tvarech: Dieluss (1419), na Dielussi (1429), „w dielaussy“ (1546), „z Dělouše“ (1533), ve vsi Gelaussi (1584), Tiliss (1615), Tylyss (1618), ve vsi Dielaussij (1628), Tyllyss (1654), Dyllyss (1661), Dilisch (1720) a Tillisch (1787 a 1833).

## Historie
První písemná zmínka o Dělouši pochází z roku 1419. Vesnice zanikla roku 1967 v důsledku těžby hnědého uhlí v dole Pankrác.

## Přírodní poměry
Území, ve kterém vesnice stávala, je součástí Mostecké pánve a jejího podcelku Chomutovsko-teplická pánev a okrsku Chabařovická pánev. V Quittově klasifikaci podnebí Dělouš stál v mírně teplé oblasti MT9, pro kterou jsou typické průměrné teploty −3 až −4 °C v lednu a 17–18 °C v červenci. Roční úhrn srážek dosahuje 650–750 milimetrů, počet letních dnů je 40–50, počet mrazových dnů se pohybuje mezi 110 až 130 a sněhová pokrývka zde leží 60–80 dnů v roce.

## Obyvatelstvo
Při sčítání lidu v roce 1921 zde žilo 147 obyvatel (z toho 67 mužů), z nichž byli čtyři Čechoslováci a 143 Němců. Až na tři evangelíky a čtyři lidi bez vyznání se hlásili k římskokatolické církvi. Podle sčítání lidu z roku 1930 měla vesnice 181 obyvatel: třináct Čechoslováků, 165 Němců a tři cizince. Převažovala římskokatolická většina, ale žilo zde také deset evangelíků a pět lidí bez vyznání.
|           | 1869 | 1880 | 1890 | 1900 | 1910 | 1921 | 1930 | 1950 | 1961 |
| --------- | ---- | ---- | ---- | ---- | ---- | ---- | ---- | ---- | ---- |
| Obyvatelé | 172  | 190  | 150  | 173  | 172  | 147  | 181  | 66   | 88   |
| Domy      | 28   | 29   | 29   | 29   | 30   | 30   | 29   | 21   | 24   |

## Obecní správa a politika
Po zrušení patrimoniální správy se Dělouš stal obcí v okrese Ústí nad Labem. Při sčítání lidu v roce 1950 patřil do okresu Ústí nad Labem-okolí. Od roku 1961 byl částí obce Úžín. Administrativně byla část obce zrušena k 26. listopadu 1967 a její území bylo připojeno k městské části Ústí nad Labem-město. V letech 1869–1950 k obci patřila osada Kamenice.

## Osobnosti
- Oskar Bail (1869–1927), hygienik, bakteriolog, imunolog a rasový teoretik